# Palazzo Borghese (Roma)

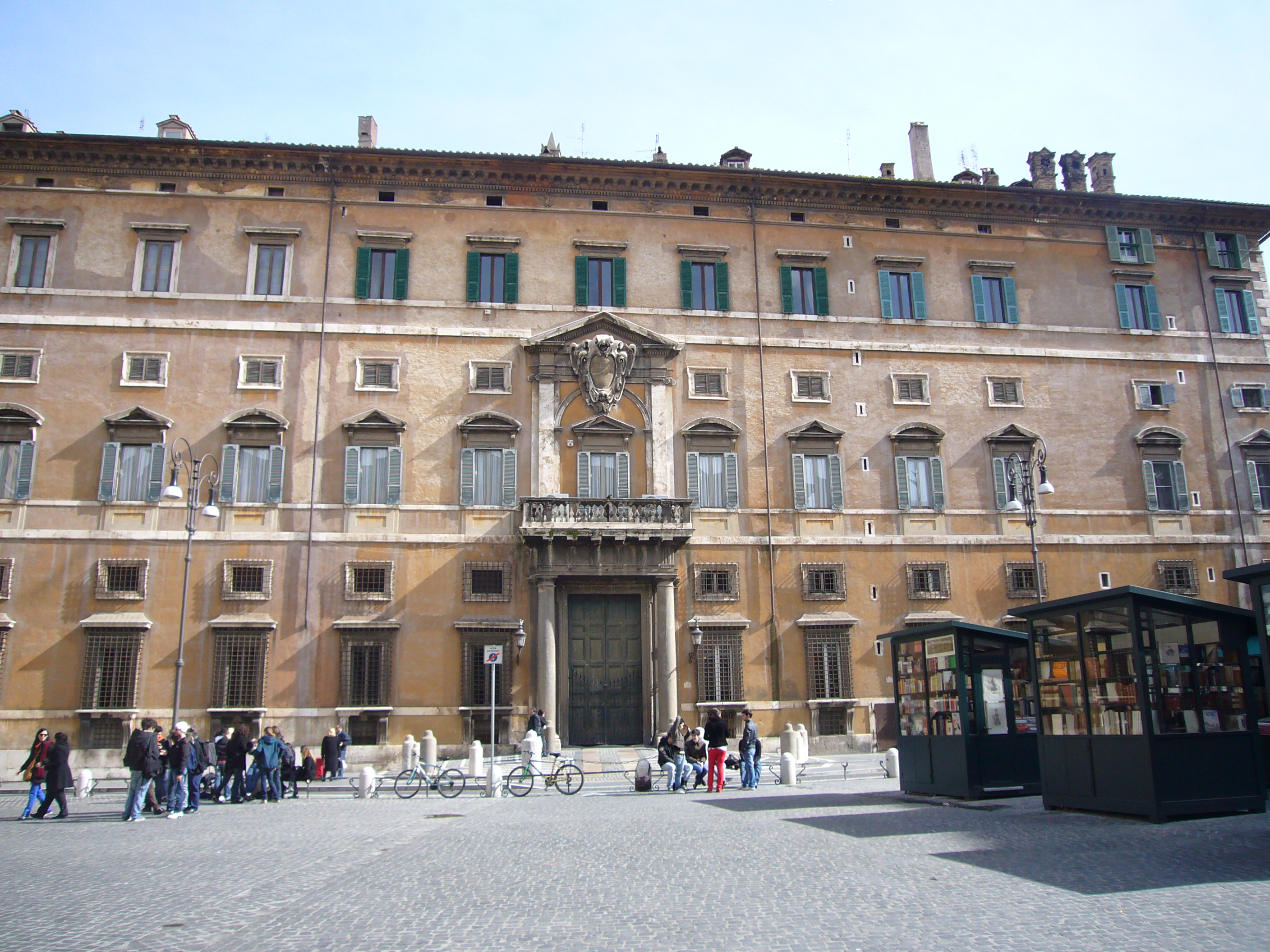
Fachada do Palazzo Borghese voltada para a Piazza della Fontanella Borghese.

O Palazzo Borghese é um palácio de Roma, a principal sede da família Borghese na capital italiana; foi alcunhado de il Cembalo ("o cravo") devido ao seu incomum plano trapezoidal. Em analogia ao instrumento musical, a "cauda" seria a fachada virada ao Rio Tibre, enquanto o "teclado" corresponderia à fachada de entrada no extremo oposto, voltada para a Fontanella di Borghese, com uma grande fachada flanqueando a Piazza Borghese e uma ligeira extensão angular descendo a Via Borghese para o rio.

## História

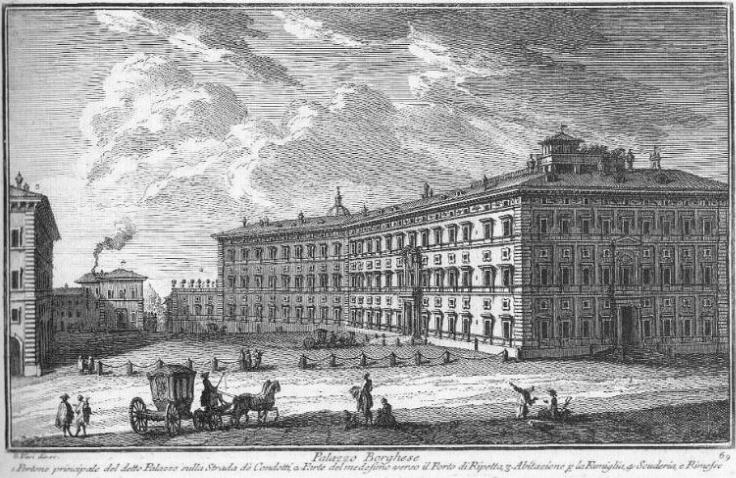
Aspecto do Palazzo Borghese no século XVIII.

Howard Hibbard demonstrou que a fachada do palácio, com as suas nove secções, foi começada em 1560-1561 para o Monsignor Tomasso del Giglio, cujas armas continuam sobre a porta na Piazza Borghese, e sugere que o arquitecto foi Vignola, uma atribuição aceite por Anthony Blunt e considerada inclusivamente por James S. Ackerman, seguido por outros estudiosos desde então, com mais ou menos reduzidas intervenções de Longhi. Antes de Tomasso del Giglio falecer, em 1578, a fachada e a única, mas indocumentada, arcada de dois andares, duplamente colunada, do pátio haviam sido estabelecidas; um esquema conceptual de Vignola, sugere Hibbard, mas que foi executado entre 1575 e 1578 por Martino Longhi, o Velho. Longhi foi mantido em funções pelo Cardeal Pedro Deza, o qual comprou a propriedade em 1587, mas parece que terá feito pouco mais que continuar o grande pátio.
O cardeal Camillo Borghese comprou a estrutura em 1604, à qual juntou propriedades adjacentes em direcçao ao rio. Quando o cardeal se tornou no Papa Paulo V, em 1605, deu o palácio aos seus irmãos mas continuou a comissionar a obra, a qual foi empreendida vigorosamente; inicialmente por Flaminio Ponzio, sendo completada depois da morte deste, em 1613, por Carlo Maderno e Giovanni Vasanzio. Ponzio esquematizou o pátio quadrado com cinco por sete secções e foi responsável pela fachada secundária, com dois balcões, na Via di Ripetta, em frente ao Rio Tibre.
Em 1671-1676, Carlo Rainaldi acrescentou novos elementos para o Príncipe Giovan Battista Borghese; as mais extensas alterações foram efectuadas no recém erguido piso térreo da longa ala que se estende em direcção ao Tibre, terminando com vistas de rio, considerados pelos Borghese como os mais agradáveis espaços da habitação: Rainaldi acrescentou a loggia colunar ao extremo da fachada de Ponzi e, no interior, uma capela oval ricamente estucada e a estreita galleria com abóbada de berço, cujos altamente carregados detalhes decorativos Cortonescos foram desenhados por Giovan Francesco Grimaldi (1606-1680).
Cada uma das fachadas principais de três andares, com dois mezzaninos inseridos entre eles, possui um majestoso portal flanqueado por colunas e uma varanda. Através dum dos portais, uma vista transversal do pátio dá uma perspectiva duma das fontes de parede do jardim por trás dele.

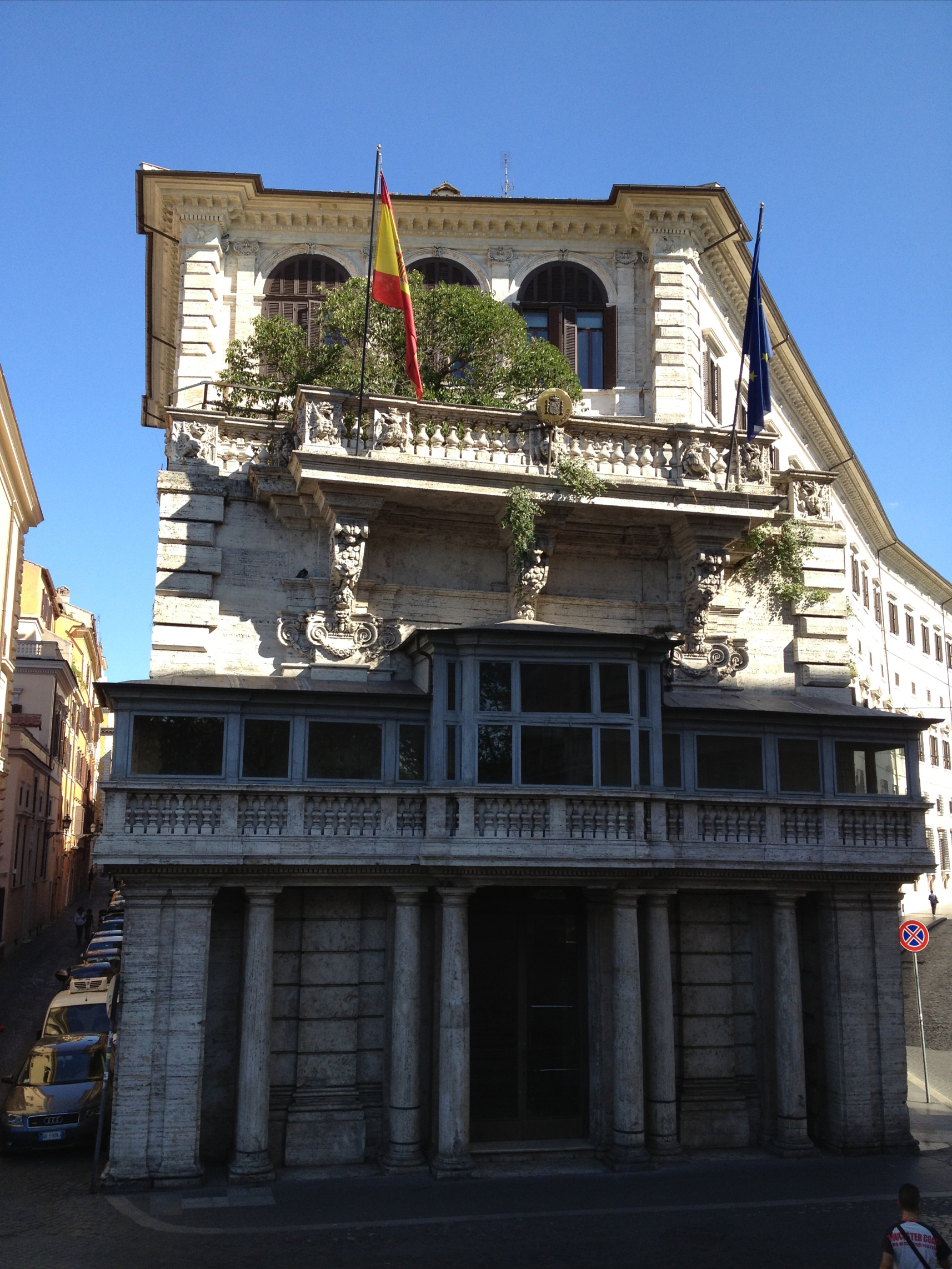
Fachada do Palazzo Borghese voltada para o Rio Tibre, por Flaminio Ponzio. Para a direita, vislumbra-se uma das fachadas principais.

O edifício tem um magnífico pátio interior moldado com altos arcos, rodeado por 96 colunas de granito e decorado com estátuas, um nínfeu e outros elementos, assim como um jardim fechado com três fontes de parede em nichos, construídas, segundo desenhos de Johann Paul Schor finalizados por Rainaldi, para o Prícipe Giovan Battista Borghese e concluídas em 1673. O pátio foi descrito como "um dos mais espectaculares existentes, não só em Roma".
A fachada secundária na praça da Fontanella Borghese enfrenta outro palácio Borghese, reconstruído no século XVI por Scipio Borghese para alojar os membros menos importantes da família, os estábulos e os criados.
O Palazzo Borghese foi a sede original da colecção de arte da família. A inestimável colecção de pinturas do palácio prenchia doze grandes  salas do piso térreo. Entre outras obras encontravam-se aqui: a Deposizione (Pala Baglioni) de Raffaello, a Caccia di Diana e a Sibilla cumana de Domenichino, o Ratto d'Europa do Cavalier d'Arpino, Madonnas de Francesco Francia, Lorenzo di Credi, Andrea del Sarto, Lorenzo Lotto e Giulio Romano, a Danae de Correggio, L'educazione di Amore e Amor sacro e amor profano de Tiziano, Cristo in Croce e uma Deposizione de van Dycks. Actualmente, as obras encontram-se quase todas na Galleria Borghese, instalada na Villa Borghese Pinciana, para onde foram levadas em 1891.
Foi considerado uma das "quatro maravilhas de Roma": "Il cembalo di Borghese / il dado di Farnese / la scala di Caetani / il portone di Carboniani".